# Камшет
Камшет — містечко в штаті Махараштра, округ Пуне, за 45 км від Пуне, 110 км — міста Мумбаї. За 16 км знаходяться станції в горах Кхандала і місто та гірська станція Лонавала, через місто протікає річка Індраяні. В Камшеті розташовано ринок, на який щотижня сходяться жителі із 60-70 сіл.
Залізнична станція Камшет розміщена в Західних Гатах.
Клімат в містечку напівпустельний з примішками саванного, середні температурні діапазони від 20 до 26 за Цельсієм.
60 % населення містечка притримуються індуїзму.
Великою туристичною принадою є можливість здійснити польоти на параплані.

## Принагідно
- Kamshet — Travel — India [Архівовано 6 січня 2016 у Wayback Machine.]
- Kamshet, Maharashtra, India

| Індія | Це незавершена стаття з географії Індії. Ви можете допомогти проєкту, виправивши або дописавши її. |